# Starfire Optical Range

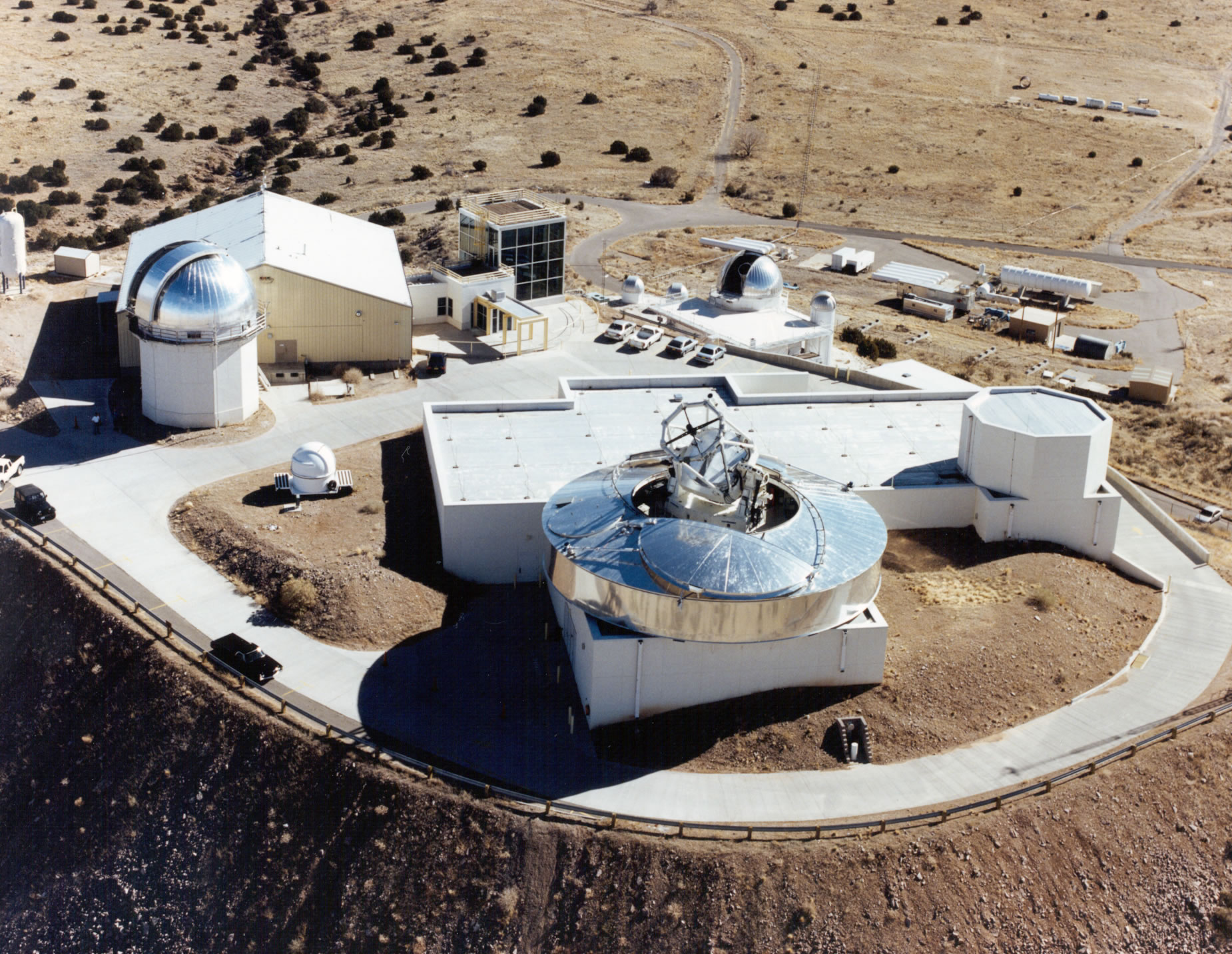
Starfire Optical Range – widok z helikoptera

Starfire Optical Range – jednostka badawcza Sił Powietrznych Stanów Zjednoczonych znajdująca się w Kirtland Air Force Base w Albuquerque, USA. Zajmuje się badaniami nad rozchodzeniem się fali świetlnej (czoła fali) w atmosferze, wykorzystując tzw. lidary.
W ośrodku znajduje się jeden z największych teleskopów z optyką adaptatywną, o średnicy zwierciadła 3,5 metra. Według artykułu w New York Times z maja 2006 roku, w SOR próbuje się użyć naziemnych laserów do unieszkodliwiania satelitów.
1 lutego 2003 r. trzej pracownicy SOR, za pomocą 9 cm teleskopu sterowanego 11-letnim komputerem klasy Macintosh wykonali zdjęcie promu Columbia, tuż przed jego katastrofą.